# Estela de Naram-Sin
L'Estela de Naram-Sin o Estela de la victòria es va construir a Sippar aproximadament en el 2250 aC, per commemorar la victòria del rei Naram-Sin d'Accàdia, net de Sargon d'Accad d'Acad, sobre la tribu dels lullubi de les muntanyes de Zagros.
S'hi veu un paisatge muntanyenc, amb arbres, on es desenvolupa una escena en la qual preval la figura del rei Naram-Sin, de major grandària que els seus súbdits i enemics i coronat amb un casc amb dues banyes, propi dels déus. El rei vencedor aixafa amb el peu als cadàvers dels seus enemics, mentre mata a altres dos i alguns cauen despenyats. Els soldats accadis des d'un nivell inferior, alcen el cap com a signe d'admiració i respecte pel seu sobirà.
L'estela va ser trobada a Susa. Està feta d'arenisca rosada i les seves dimensions són 1,05×2 m. Actualment es troba en el Museu del Louvre de París.
En aquest gravat s'observa una estilització de les figures humanes pel que fa a les representades a l'estela dels voltors.
Hi ha evidència creixent que indica que l'assenyalada victòria sobre els antecessors dels kurds, els lullubi, no va ser un fet real sinó més aviat, un esdeveniment de propaganda i autoglorificació.
Un baix relleu similar en el qual també apareixia Naram-Sin va ser trobat a Pir Hüseyin, a pocs quilòmetres al nord-est de Diyarbakır.